# 墾丁音樂季
墾丁音樂季，正名墾丁春天戶外音樂活動，是屏東縣政府於每年4月於台灣屏東縣恆春半島舉行的大型音樂活動。
原本由春天吶喊（春吶）與春浪音樂節（春浪）為主，時有夏都飯店的夏都春宴和南灣遊憩區的墾丁泡泡趴；但上述音樂節因各種因素而在2020年後停辦，故屏東縣政府於2021年改在墾丁舉辦台灣祭音樂節。

## 起源
墾丁音樂季起源於1995年的春吶，為地下樂團舉行的聚會，由兩位美國人：吉米（Jimi）與韋德（Wade），在墾丁六福山莊舉辦第一次春吶。五月天、蘇打綠、張惠妹都曾經參與過春吶。因墾丁音樂季起源於春吶，常與春吶混淆，活動常有吸毒派對情形。為避免直接聯想，舉辦春吶的蘿蔔瑞克公司將春天吶喊（Spring Scream）的名字申請專利，並要求媒體不要把春吶與吸毒派對畫上等號。春浪音樂節主打人氣歌手，墾丁音樂季又被部分媒體以「春浪」來稱呼混淆。
屏東縣政府將墾丁音樂季正名為墾丁春天戶外音樂活動。

## 歷年活動
墾丁音樂季每年舉辦的活動項目不相同。以下有部分年份舉辦的活動項目情形。
- 2015年共有7個活動：春吶、春浪音樂節、春浪電音派對、墾丁泡泡趴、春電混樂、夏都春宴與墾丁FUN電派對，為歷年來規模最大的一次。此次活動，夏都春宴第一次對外售票[5]。

- 2016年，春浪改辦在台北，導致墾丁旅遊業業績下滑[4]。
- 2017年人數估計比2016年還少五萬人，被認為是近年來最慘的一年[6]。

- 春吶在2018年的墾丁音樂季時宣布改辦在屏東縣滿洲鄉小墾丁度假村，並舉辦瑜珈節[7]。而春浪經過兩年後重返墾丁，但舉辦在5月[1]。此外另有兩活動：夏都春宴與墾丁泡泡趴[1]。
- 2019年，春吶音樂會因場地問題未獲解決而考慮移至高雄舉辦，春浪轉移至高雄，泡泡趴則因無法解決泡泡污水回收處理而未獲評審通過，墾丁音樂季的觀光業產生衝擊[8]。該年度墾丁國家公園範圍內僅剩【夏都春宴沙灘音樂會】一枝獨秀最具規模。

## 爭議事件
墾丁音樂季常與毒品、性侵有瓜葛，政府加強取締，漸漸控制情況。
墾管處表示，春電混樂違反《國家公園法》與農地使用條款，且消防、逃生、維安等皆沒有計畫後送審，屬非法舉辦。
2012年4月9日，大灣海邊發生集體性侵案。2013年4月7日，網路傳出音樂季中途上演活春宮畫面。

## 外部連結
墾丁音樂季活動網站 （页面存档备份，存于）